# شورجة كرد
شورجة كرد هي قرية في مقاطعة مياندوآب، إيران. يقدر عدد سكانها بـ 241 نسمة بحسب إحصاء 2016.